# Pokpungjoenya
Pour plus de détails, voir Fiche technique et Distribution.
Pokpungjoenya (폭풍전야, littéralement « avant la tempête ») est un film sud-coréen réalisé par Cho Chang-ho (en), sorti en 2010.

## Synopsis
Su-in, ancien chef cuisinier, a été condamné à vie pour le meurtre de sa femme dont il est innocent. En prison, il apprend que les détenus ayant le sida sont libérés. Il se rapproche donc d'un détenu séropositif, Sang-byeong, et finit par délibérément s'injecter son sang. Malheureusement, l'information qu'il avait été erronée et il simplement transféré à l'hôpital de la prison.
Sang-byeong finit par aider Su-in à s'évader mais, en contrepartie, lui demande de se rendre dans un café sur l'île de Jeju. À l'extérieur, Su-in part à la recherche du meurtrier de sa femme.

## Fiche technique
- Titre : Pokpungjoenya
- Titre original : 폭풍전야
- Titre anglais : Lovers Vanished
- Réalisation : Cho Chang-ho
- Scénario : Cho Chang-ho
- Musique : Park Ji
- Photographie : Kim Yong-chul et Hong Seong-jin
- Montage : Kim Hyung-joo
- Production : Lee Tae-hun
- Société de production : Opus Pictures, Sungwon I Com et United Pictures
- Pays :  Corée du Sud
- Genre : Drame et romance
- Durée : 104 minutes
- Dates de sortie : 
  -  Corée du Sud : 1er avril 2010

## Distribution
- Kim Nam-gil : Soo-in
- Hwang Woo-seul-hye : Mi-ah
- Jeong Yun-min : Sang-byeong
- Yun Je-mun : M. Jo
- Oh Hye-seok : Jin-ho

## Box-office
Le film a rapporté 348 797 dollars au box-office.